# Шеранс
Шеранс (фр. Chérence) — муниципалитет во Франции, в регионе Иль-де-Франс, департамент Валь-д'Уаз. Население — 143 человека (1999). Муниципалитет расположен на расстоянии около 55 км северо-западнее Парижа, 29 км западнее Сержи.

## Демография
Динамика населения (Cassini и INSEE):